# الجمعية الوطنية لجنوب إفريقيا
الجمعية الوطنية لجنوب أفريقيا (بالإنجليزية: National Assembly of South Africa )‏ هي الهيئة التشريعية في جنوب أفريقيا، وتتكون من 400 مقعداً، وهي المجلس الأدنى في برلمان جنوب أفريقيا.

## طالع أيضًا
- برلمان جنوب أفريقيا